# Хало знак
Хало знак или знак у облику ореола један је од симптома у радиологији који се на ултразвуку и МРТ манифестује у виду тамног ореола око лумена артерије. Он указује на дијагнозу темпоралног артеритиса. Стандардни дијагностички тест за темпорални артеритис је биопсија; међутим, ултразвук и МРТ све више је замењују.
Хало знак темпоралног артеритиса не треба мешати са Деуловим хало знаком, који је знак феталне смрти.
Хало знак се такође схвата као област у виду брушеног стакла која окружује плућни чвор на рендгенској компјутеризованој томографији (КТ) грудног коша. Може бити повезан са хеморагичним чворовима, туморима или инфламаторним процесима, али је најчешће је познат као рани радиографски знак инвазивне плућне инфекције гљивицом Аспергиллус.
У току терапије, хало знак се користи као тест којим може да се види да ли дренажа након повреде главе садржи цереброспиналну течност. Када Дектростик или Тес-Тејп тест даје позитивно очитавање глукозе, дренажа се мора додатно приоверити јер се глукоза такође налази у крви. Да би се извршио тест, течност која цури се сакупља на газу или пешкир величине 4х4. Позитивни резултати указују на то да се крв спаја у центар, остављајући  спољашњи прстен који се састоји од цереброспиналне течности.